# 마에다 마스호
마에다 마스호(일본어: 前田 益穂, 1939년 5월 24일 ~ )는 일본의 전 프로 야구 선수이자 야구 지도자, 야구 해설가·평론가이다. 구마모토현 호타쿠군 다쿠마촌(현: 구마모토시 히가시구) 출신이며 현역 시절 포지션은 내야수였다.

## 인물
구마모토 공업고등학교 시절인 2학년 때 투수로서 1956년 추계 규슈 대회에 출전했지만 1차전에서 오고 히로시, 마쓰모토 슌이치가 소속된 구루메 상업고등학교(후쿠오카현)에게 패했다. 그 후에도 구마모토현 예선에서 패하는 등 고시엔 대회에는 출전할 수 없었다. 1년 아래이자 팀 동료로는 훗날 프로에서 동료가 된 불펜 투수 나리타 히데아키가 있었다.
고교 졸업 후 1958년 주니치 드래건스에 입단해 투수에서 내야수로 전향했다. 프로 2년째인 1959년부터 1군 경기에 출전, 그 해 121경기에 출전하면서 팀의 주전이 됐다. 주로 3루수, 유격수를 맡았는데 1962년 9월 16일에 사이클링 히트를 달성했고 그해 시즌 타율 0.284를 남기는 등 타율 10위권에 진입하여 6위를 차지했다.
1964년 가쓰라기 다카오와의 맞트레이드로 도쿄 오리온스에 이적했는데 1967년까지 주전 3루수, 1968년에는 이케베 이와오가 외야수에서 3루로 되돌아갔기 때문에 2루수 자리를 맡았다. 그 후 내야의 유틸리티 플레이어로 기용돼 말년에는 1루수로서의 출전하는 일이 많았다. 1970년에는 시즌 중반부터 1번 타자로서 35경기에 선발 출전했고 규정 타석에는 도달하지 않았지만 타율 0.313이라는 좋은 성적을 남겼다. 그해 팀의 리그 우승에 기여했고 요미우리 자이언츠와 맞붙은 일본 시리즈에서도 전체 5경기에 모두 출전, 2차전에서는 3안타를 기록했다. 코치로 겸임된 1974년에 친정팀 주니치와의 일본 시리즈에서는 3차전에서 마쓰모토 유키쓰라로부터 대타 3점 홈런을 기록했다. 1975년을 끝으로 현역에서 은퇴했다.
이후 롯데, 주니치, 다이요, 닛폰햄 등 여러 구단에서 코치를 역임했고 1995년에는 데라오카 다카시의 후임으로 중화민국 프로 야구 팀인 쥔궈 베어스 감독으로 부임했다. 하지만 시즌 초반부터 성적 부진을 겪는 등 침체에 빠졌고 결국 감독직에서 물러났다.
그 후 프로 야구 마스터스 리그 팀인 ‘나고야 80D'sers’의 코치를 지냈고 2006년부터 2008년까지 도쿄 메트로폴리탄 텔레비전 해설자를 맡았다.

## 상세 정보

### 출신 학교
- 구마모토 현립 구마모토 공업고등학교

### 선수 경력
- 주니치 드래건스(1958년 ~ 1963년)
- 도쿄 오리온스·롯데 오리온스(1964년 ~ 1975년)

### 개인 기록

#### 첫 기록
- 첫 출장·첫 선발 출장 : 1959년 4월 11일, 대 다이요 웨일스 1차전(주니치 스타디움), 7번·유격수로 선발 출장
- 첫 타석·첫 안타 : 상동, 2회말에 스즈키 다카시로부터
- 첫 타점 : 1959년 4월 25일, 대 히로시마 카프 1차전(히로시마 시민 구장), 8회초에 오이시 기요시로부터 적시 2루타
- 첫 홈런 : 1959년 4월 29일, 대 한신 타이거스 2차전(주니치 스타디움), 8회말에 나카무라 가즈오미로부터 솔로 홈런

#### 기록 달성 경력
- 통산 1000경기 출장 : 1967년 5월 14일, 대 도에이 플라이어스 9차전(고라쿠엔 구장), 2번·3루수로 선발 출장 ※역대 123번째
- 통산 1000안타 : 1969년 9월 6일, 대 긴테쓰 버펄로스 23차전(닛폰 생명 구장), 6회초에 스즈키 게이시로부터 우전 안타 ※역대 71번째
- 통산 100홈런 : 1970년 9월 16일, 대 도에이 플라이어스 21차전(고라쿠엔 구장), 9회초에 우류 히데후미로부터 솔로 홈런 ※역대 60번째
- 통산 1500경기 출장 : 1971년 9월 1일, 대 난카이 호크스 24차전(오사카 구장), 1번·2루수로 선발 출장 ※역대 40번째

#### 기타
- 사이클링 히트 : 1962년 9월 16일, 대 다이요 웨일스 22차전(주니치 스타디움) ※역대 21번째
- 올스타전 출장 : 3회(1965년 ~ 1967년)

### 등번호
- 47(1958년)
- 14(1959년 ~ 1960년)
- 2(1961년 ~ 1963년)
- 5(1964년 ~ 1975년)
- 89(1976년 ~ 1981년)
- 68(1982년 ~ 1983년)
- 78(1984년)
- 72(1985년 ~ 1988년)
- 73(1989년 ~ 1991년)

### 연도별 타격 성적
| 연 도       | 소 속       | 경 기 | 타 석 | 타 수 | 득 점 | 안 타 | 2 루 타 | 3 루 타 | 홈 런 | 루 타 | 타 점 | 도 루 | 도 루 자 | 희 생 번 | 희 생 플 | 볼 넷 | 고 4 | 사 구 | 삼 진 | 병 살 타 | 타 율 | 출 루 율 | 장 타 율 | O P S |
| ----------- | ----------- | ----- | ----- | ----- | ----- | ----- | ------- | ------- | ----- | ----- | ----- | ----- | -------- | -------- | -------- | ----- | ---- | ----- | ----- | -------- | ----- | -------- | -------- | ----- |
| 1959년      | 주니치      | 121   | 461   | 424   | 38    | 101   | 12      | 1       | 8     | 139   | 34    | 5     | 10       | 3        | 4        | 28    | 1    | 2     | 49    | 5        | .238  | .286     | .328     | .614  |
| 1960년      | 주니치      | 99    | 247   | 225   | 14    | 50    | 6       | 2       | 1     | 63    | 10    | 4     | 3        | 5        | 0        | 16    | 0    | 1     | 34    | 6        | .222  | .277     | .280     | .557  |
| 1961년      | 주니치      | 104   | 338   | 295   | 23    | 74    | 15      | 2       | 6     | 111   | 26    | 3     | 7        | 10       | 0        | 32    | 1    | 1     | 37    | 8        | .251  | .326     | .376     | .702  |
| 1962년      | 주니치      | 133   | 511   | 468   | 46    | 133   | 23      | 4       | 13    | 203   | 63    | 4     | 4        | 7        | 6        | 24    | 4    | 6     | 50    | 15       | .284  | .323     | .434     | .757  |
| 1963년      | 주니치      | 111   | 356   | 314   | 25    | 72    | 8       | 1       | 3     | 91    | 16    | 3     | 9        | 1        | 0        | 36    | 1    | 5     | 32    | 10       | .229  | .318     | .290     | .608  |
| 1964년      | 도쿄 롯데   | 150   | 598   | 535   | 54    | 126   | 18      | 4       | 13    | 191   | 72    | 19    | 6        | 16       | 1        | 45    | 1    | 1     | 69    | 16       | .236  | .296     | .357     | .653  |
| 1965년      | 도쿄 롯데   | 121   | 434   | 407   | 42    | 106   | 23      | 0       | 12    | 165   | 40    | 6     | 7        | 4        | 3        | 19    | 0    | 1     | 53    | 10       | .260  | .293     | .405     | .698  |
| 1966년      | 도쿄 롯데   | 134   | 504   | 452   | 54    | 113   | 18      | 2       | 13    | 174   | 40    | 11    | 7        | 7        | 2        | 43    | 0    | 0     | 69    | 9        | .250  | .314     | .385     | .699  |
| 1967년      | 도쿄 롯데   | 131   | 519   | 457   | 46    | 115   | 19      | 3       | 12    | 176   | 50    | 22    | 6        | 14       | 4        | 38    | 0    | 6     | 67    | 9        | .252  | .315     | .385     | .700  |
| 1968년      | 도쿄 롯데   | 102   | 321   | 285   | 31    | 70    | 12      | 3       | 10    | 118   | 27    | 4     | 5        | 7        | 3        | 25    | 1    | 1     | 36    | 6        | .246  | .306     | .414     | .720  |
| 1969년      | 도쿄 롯데   | 109   | 211   | 182   | 20    | 45    | 7       | 3       | 4     | 70    | 22    | 11    | 3        | 3        | 2        | 21    | 0    | 3     | 18    | 5        | .247  | .332     | .385     | .716  |
| 1970년      | 도쿄 롯데   | 98    | 204   | 176   | 26    | 55    | 10      | 0       | 7     | 86    | 25    | 4     | 5        | 5        | 1        | 22    | 0    | 0     | 17    | 2        | .313  | .387     | .489     | .876  |
| 1971년      | 도쿄 롯데   | 104   | 221   | 205   | 15    | 46    | 4       | 0       | 6     | 68    | 25    | 5     | 4        | 1        | 1        | 13    | 0    | 1     | 17    | 5        | .224  | .273     | .332     | .604  |
| 1972년      | 도쿄 롯데   | 82    | 181   | 159   | 19    | 38    | 6       | 0       | 6     | 62    | 18    | 2     | 3        | 5        | 1        | 15    | 0    | 1     | 19    | 4        | .239  | .307     | .390     | .697  |
| 1973년      | 도쿄 롯데   | 90    | 162   | 136   | 16    | 33    | 4       | 1       | 2     | 45    | 11    | 1     | 2        | 6        | 0        | 19    | 1    | 1     | 6     | 3        | .243  | .340     | .331     | .671  |
| 1974년      | 도쿄 롯데   | 77    | 102   | 89    | 8     | 25    | 5       | 0       | 0     | 30    | 12    | 2     | 0        | 3        | 0        | 9     | 0    | 1     | 7     | 6        | .281  | .354     | .337     | .691  |
| 1975년      | 도쿄 롯데   | 33    | 30    | 26    | 3     | 3     | 0       | 0       | 1     | 6     | 1     | 0     | 0        | 3        | 0        | 1     | 0    | 0     | 4     | 0        | .115  | .148     | .231     | .379  |
| 통산 : 17년 | 통산 : 17년 | 1799  | 5400  | 4835  | 480   | 1205  | 190     | 26      | 117   | 1798  | 492   | 106   | 81       | 100      | 28       | 406   | 10   | 31    | 584   | 119      | .249  | .310     | .372     | .682  |

- 굵은 글씨는 시즌 최고 성적.
- 도쿄(도쿄 오리온스)는 1969년에 롯데(롯데 오리온스)로 구단명을 변경